# National Academy of Sciences, India
La National Academy of Sciences, India è la più antica accademia scientifica dell'India, fondata nel 1930. La sede è a Prayagraj, nell'Uttar Pradesh.

## Pubblicazioni
Dal 1940 l'accademia cura la pubblicazione della rivista scientifica Proceedings of the National Academy of Sciences. Nel 1942, essa fu suddivisa in due periodici:
- Proceedings of the National Academy of Sciences, India Section A: Physical Sciences[1]; 	'
- Proceedings of the National Academy of Sciences, India Section B: Biological Sciences[2]

La sezione A è relativa alla fisica, mentre la sezione B è relativa alla biologia. Entrambe le riviste sono in lingua inglese, hanno periodicità trimestrale, sono sottoposte a revisione paritaria e edite da Springer per conto dell'Accademia, che pubblica anche la National Academy Science Letters.

## Membri
I membri dell'accademia includono Sudha Bhattacharya, che ha studiato a fondo il parassita Entamoeba histolytica, e, dal 1997, il gastroeneterologo Chittoor Mohammed Habeebullah, che nel 2001 è stato premiato con la medaglia Padma Shri.